# Sant Julià de Ramis
Sant Julià de Ramis är en kommun i Spanien.   Den ligger i provinsen Província de Girona och regionen Katalonien, i den östra delen av landet, 600 km öster om huvudstaden Madrid. Antalet invånare är 3 467. Arean är 11,1 kvadratkilometer. Sant Julià de Ramis gränsar till Girona, Sarrià de Ter, Sant Gregori, Palol de Revardit, Cornellà del Terri, Celrà och Medinyà. 
Terrängen i Sant Julià de Ramis är platt.